# Детритницы
Детритницы, сциариды, листовые комарики, или почвенные комарики (лат. Sciaridae) — семейство двукрылых насекомых. Это одно из самых малоизученных больших семейств двукрылых, хотя в основном меньше изучены его крошечные представители, которых труднее всего идентифицировать.

## Распространение
В Европе насчитывается до 600 видов.

## Описание
Листовые комарики — это маленькие длинноусые двукрылые, не превышающие семи миллиметров в длину. Имеют тонкое тёмноокрашенное тело, а также тёмные крылья. Самки некоторых видов детритниц лишены крыльев. Лапки длинные. Усики длинные 8-16-сегментные, что типично для большинства подобных длинноусых двукрылых.
Личинки тонкие, белые, со склеротизированной головной капсулой.
У большинства видов ротовые органы имаго редуцированы, соответственно, во взрослом состоянии они вообще не питаются. Личинки питаются мицелием грибов, разлагающимися тканями растений, бактериальными и водорослевыми налётами. Незначительная часть видов питаются корнями высших растений. Комарик картофельный (Pnyxia scabiei Hopkins), огуречный (Bradysia brunnipes Mg) и тепличный (Plastosciosa perniciosa Edv) являются вредителями.

## Палеонтология
Древнейшие детритницы известны из мелового бирманского янтаря.

## Систематика
В настоящее время известно 2300 видов, однако по некоторым оценкам учёных их число может доходить до 20 000.
Некоторые роды:
- Bradysiopsis Tuomikoski, 1960
- Camptochaeta Hippa & Vilkamaa, 1994
- Claustropyga Hippa, Vilkamaa & Mohrig, 2003
- Corynoptera Winnertz, 1867
- Cratyna Winnertz, 1867
- Ctenosciara Tuomikoski, 1960
- Epidapus Haliday in Walker, 1851
- Leptosciarella Tuomikoski, 1960
- Lycoriella Frey, 1942
- Phytosciara Frey, 1942
- Pnyxia Johannsen, 1912
- Pseudolycoriella Menzel & Mohrig, 1998
- Scatopsciara Edwards, 1927
- Schwenckfeldina Frey, 1942
- Sciara Meigen, 1803 — Темнокрылы
- Scythropochroa Enderlein, 1911
- Trichosia Winnertz, 1867
- Xylosciara Tuomikoski, 1957
- Zygoneura Meigen, 1830